# Gurtterivier
Gurttejohka is een rivier die stroomt in de Zweedse  gemeente Kiruna. De rivier verzorgt de afwatering van het gebied rondom de berg Lullehačorru. De rivier stroomt grotendeel naar het westen en mondt uit in de baai Bolnoluokta aan de noordwestzijde van het Torneträsk. Ze is circa 6 kilometer lang.
Afwatering: Gurttejohka → (Torneträsk) → Torne → Botnische Golf